# Château de Kermenguy
Le château de Kermenguy est un château situé à Cléder dans le département français du Finistère.

## Historique
Le château de Kermenguy était à l'origine un ancien donjon datant du XIIIe siècle. Il a été remplacé par un joli manoir breton achevé en 1632, flanqué de deux tourelles et complété d’une autre aile avant la Révolution , époque à laquelle ces parties ont été détruites. Le manoir actuel est clôturé par une jolie galerie style Louis XIII caractérisée par ses petits piliers très rapprochés qui sont le cachet de l'époque. Le manoir, les balustrades ainsi que les piliers d’allées et le colombier sont inscrits à l’inventaire supplémentaire des monuments historiques
À la révolution l’aile Nord a dû brûler ainsi qu’une des tourelles. Durant cette trouble période le manoir a servi de cachette pour les prêtres non assermentés. C’est à cette époque que Nicolas de Kermenguy aide Monseigneur de la Marche, évêque de Saint-Pol-de-Léon, à s’exiler sur l’île de Jersey. Les bois de Kermenguy ont servi de quartier général pour les troupes contre-révolutionnaires lors de la bataille de Kerguidu en mars 1793, à proximité du moulin de Kerguidu, situé aujourd'hui sur la commune de Tréflaouénan.
En 1810 la chapelle située dans le parc pour être accessible à tout le voisinage, trop éloignée de l’église paroissiale, est détruite et remplacée par un oratoire à l’intérieur de la maison.

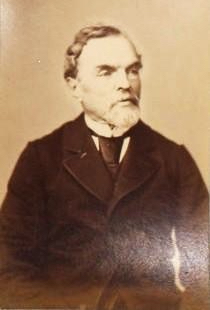
Émile de Kermenguy, député du Finistère de 1871 à 1893

Les terres et le château de Kermenguy sont la propriété de la même famille (cf. famille de Kermenguy) depuis plus de six siècles. En 1400, Yvon Derian (ou Derrien) fils du seigneur de Pratalan épouse Basile de Coëtaudon, dame de Kermenguy et de Kerabret. C’est à cette époque que le nom de Kermenguy commence à être repris comme nom de famille. La famille Derrien dont descend Yvon Derrien s’est illustrée en donnant un évêque (1227 à 1238), un croisé (Guillaume Derrien en 1248), un sénéchal de Bretagne (Hervé Derrien en 1378). Les Kermenguy se sont illustrés en donnant un chevalier de Saint-Michel (Jacques de Kermenguy en 1647), un chevalier de Saint-Lazare en 1721, deux pages du roi en 1710 et 1750, un page de la reine en 1755, un député royaliste indépendant (Émile de Kermenguy, député de 1871 à 1893), de nombreux maires et prêtres récemment.

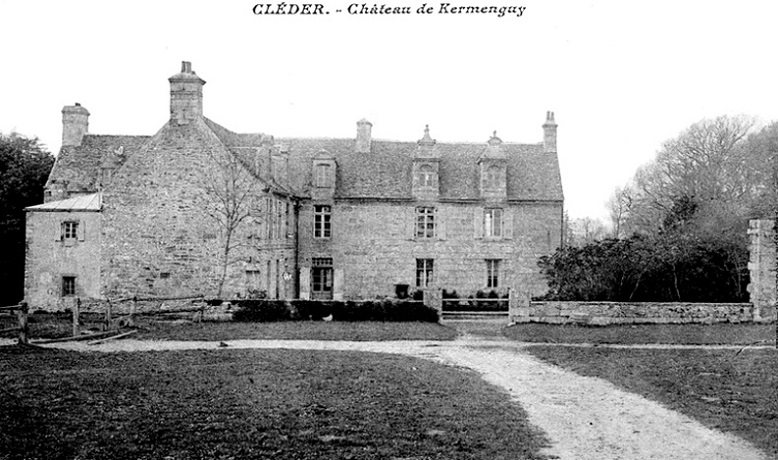
Le château de Kermenguy vers 1920
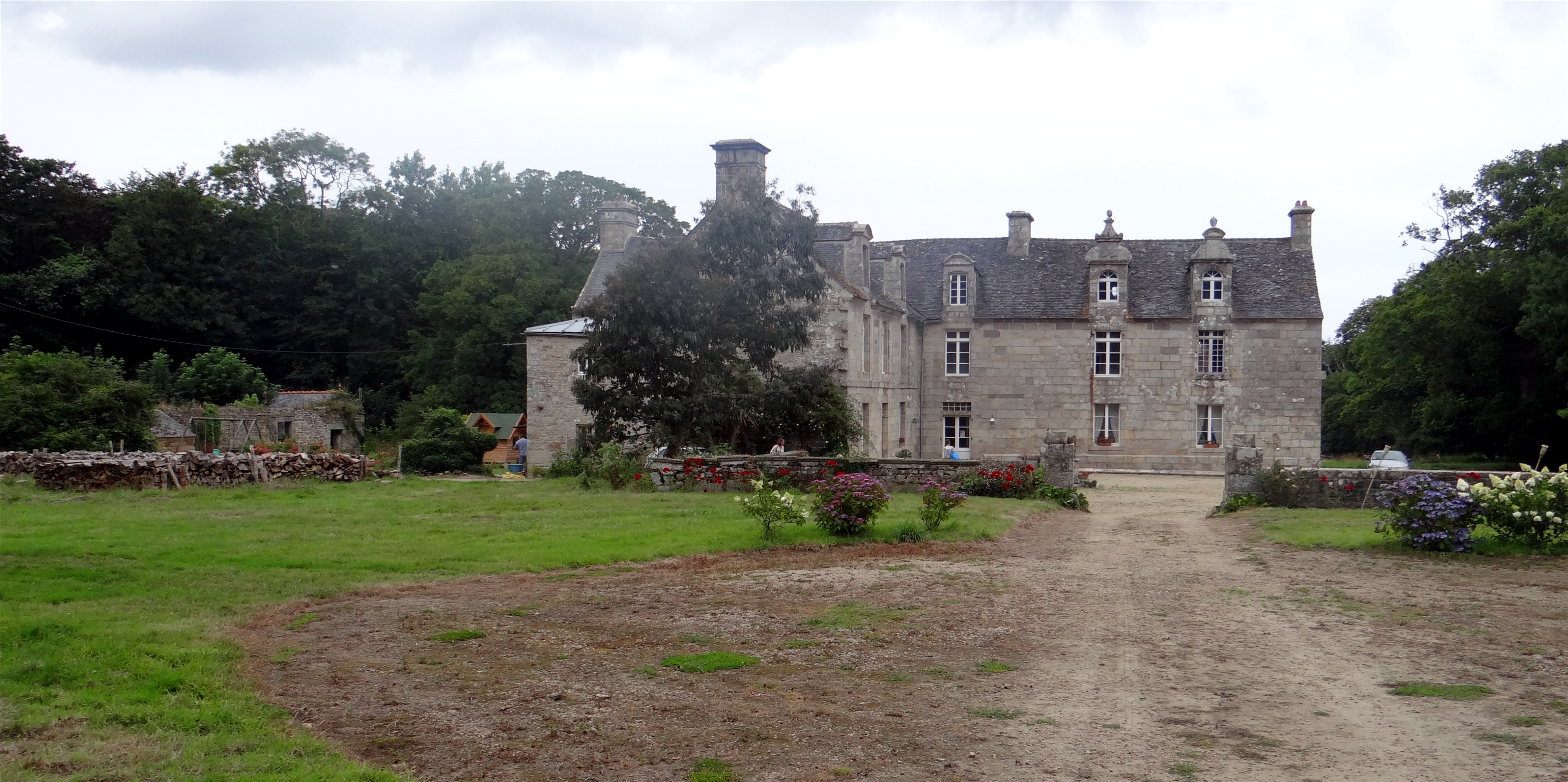
Le château de Kermenguy, vue d'ensemble
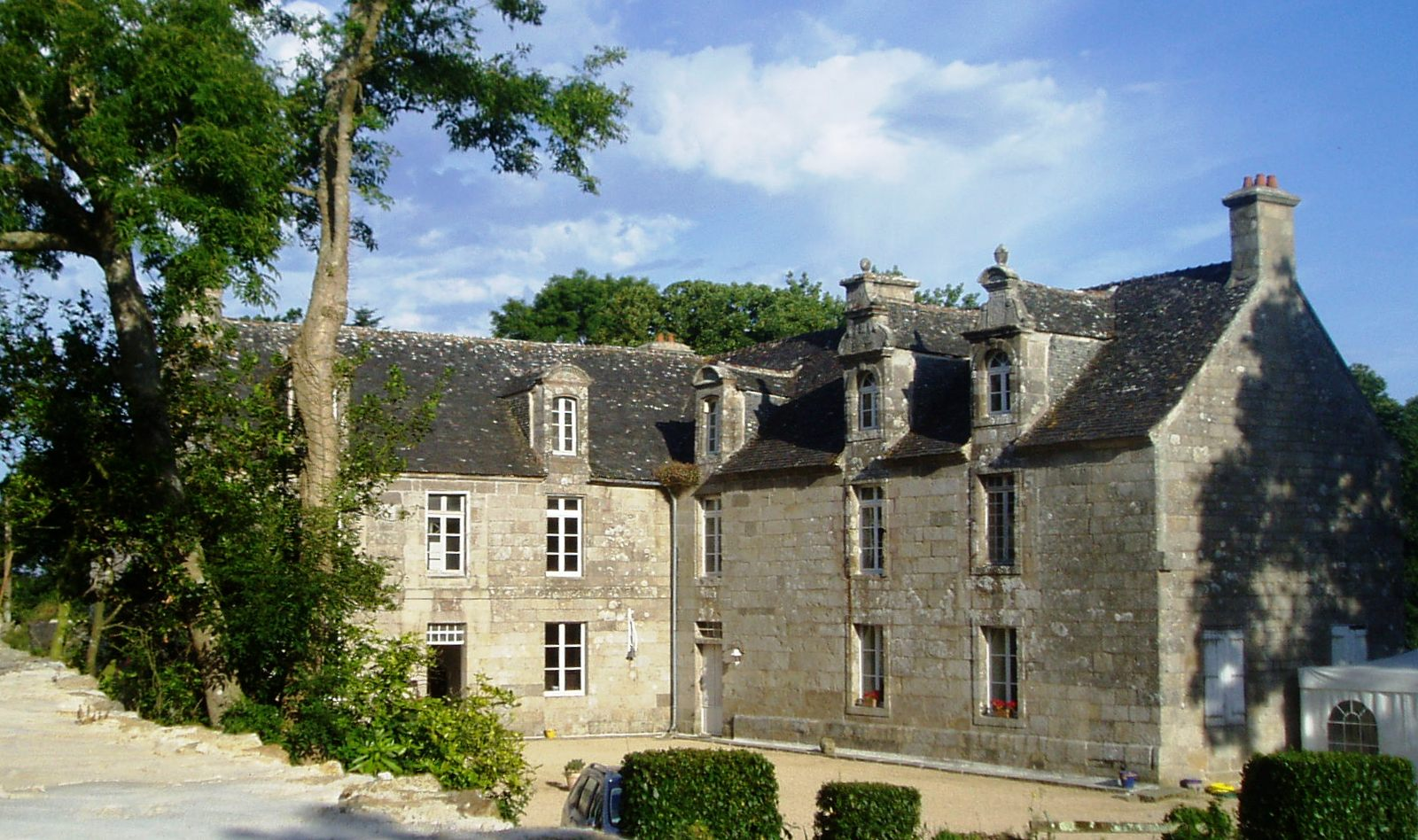
Cléder : le château de Kermenguy, vue de près
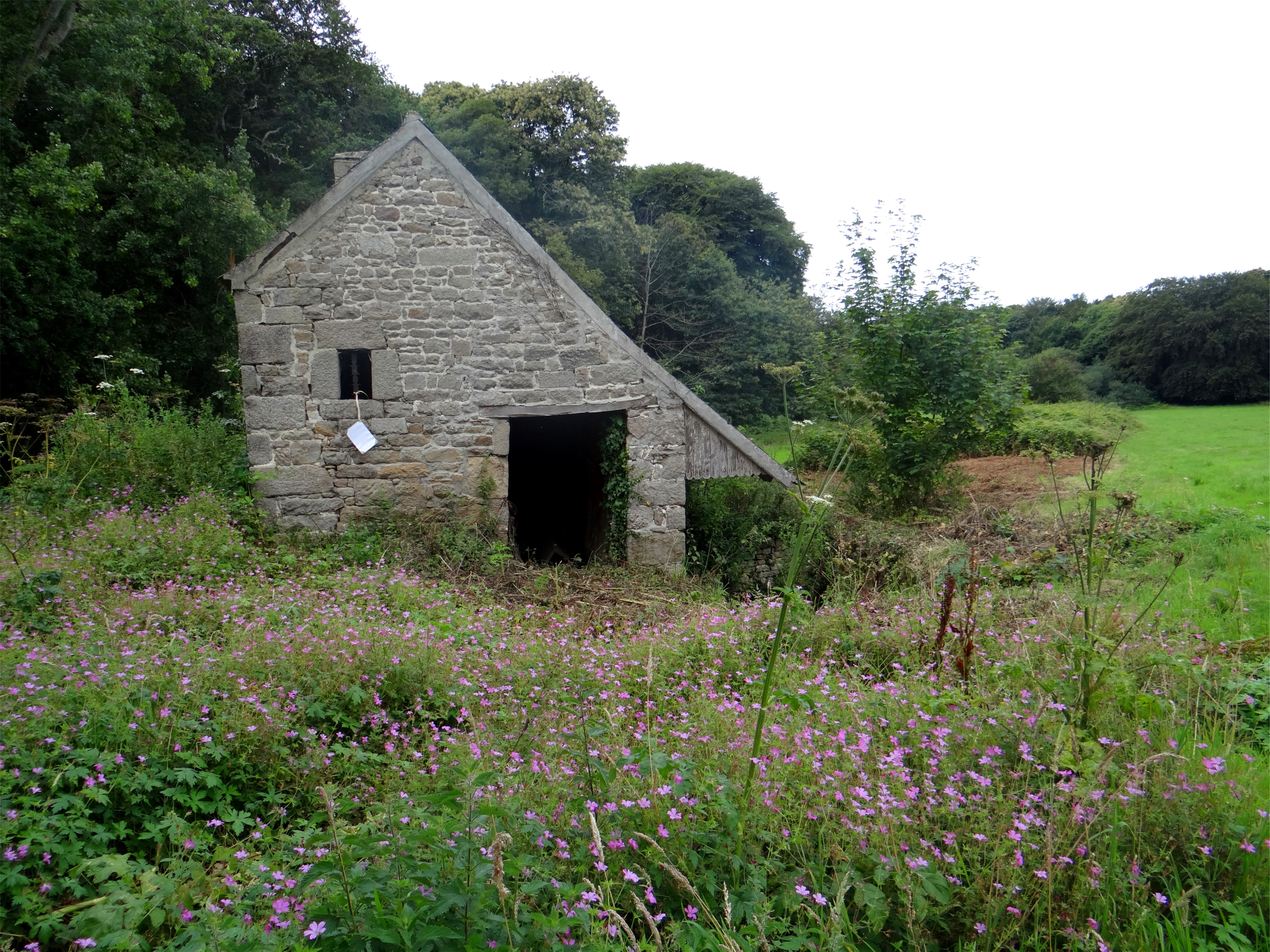
Cléder : le château de Kermenguy, ancien lavoir
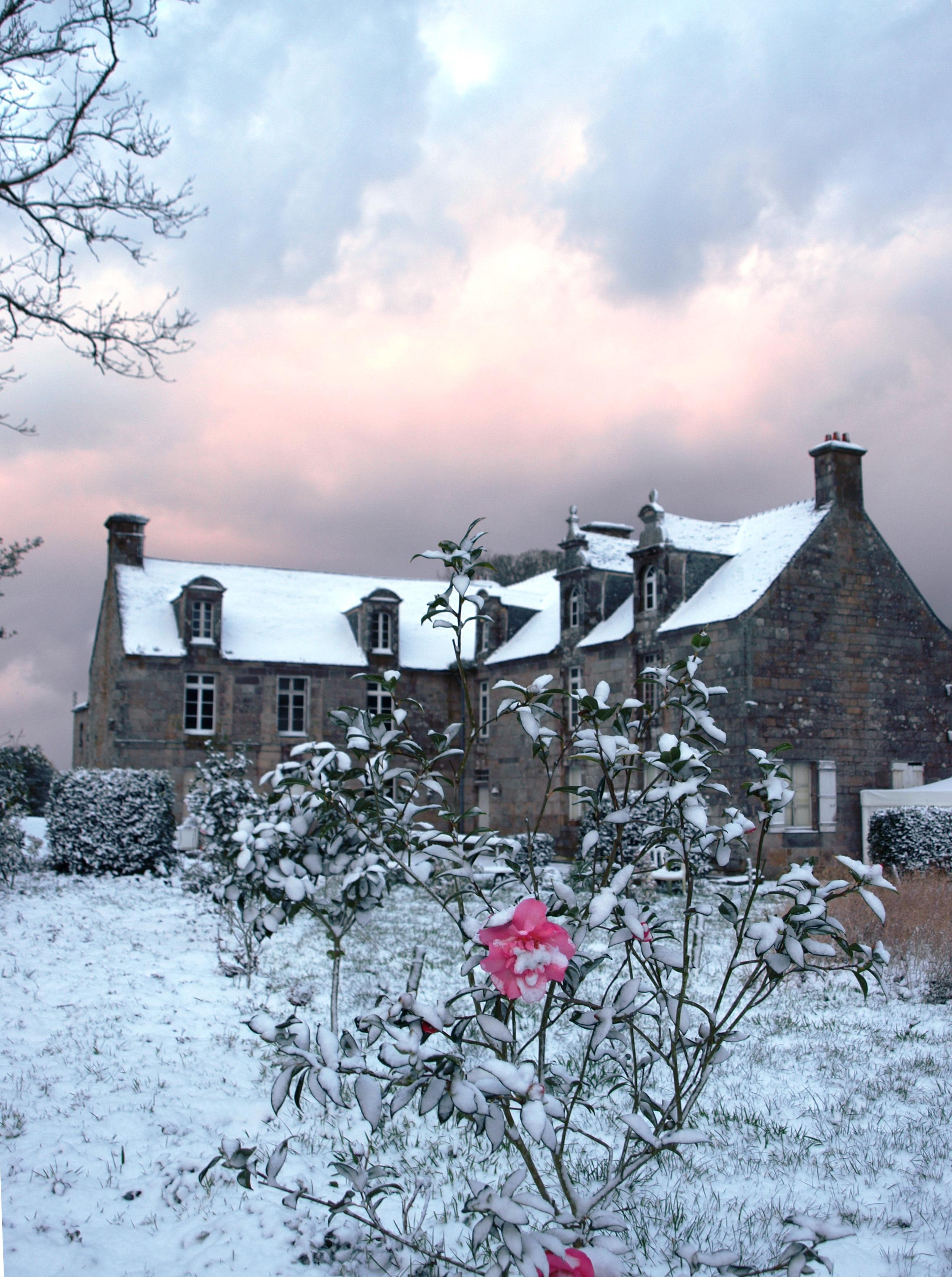
Le château de Kermenguy sous la neige